# Jungermannia taxifolia
Jungermannia taxifolia là một loài Rêu trong họ Jungermanniaceae. Loài này được Wahlenb. mô tả khoa học đầu tiên năm 1812.